# Любов в спешното отделение
Любов в спешното отделение (на турски: Acil Aşk Aranıyor) e турски сериал, премиерно излъчен през 2015 г.

## Актьорски състав
- Серхат Теоман – Синан
- Дуйгу Йетиш – Нисан
- Дерия Алабора – Тюркян
- Серенай Акташ – Зейнеп
- Баръш Айтач – Йозгюр
- Сертан Еркаджан – Абидин
- Синем Учар – Асуман
- Серкан Йозтюрк – Малик
- Аджейля Йозджан – Севджан
- Рожда Демирер – Айла
- Тамер Търасоолу – Берзан
- Белит Йозукан – Мелек

## В България
В България сериалът започва излъчване на 9 март 2018 г. по AXN White с български субтитри и завършва на 6 юни. Сериалът е повторен и по AXN.